# Aphrissa statira
Aphrissa statira är en fjärilsart som först beskrevs av Pieter Cramer 1777.  Aphrissa statira ingår i släktet Aphrissa och familjen vitfjärilar. Inga underarter finns listade i Catalogue of Life.

## Bildgalleri

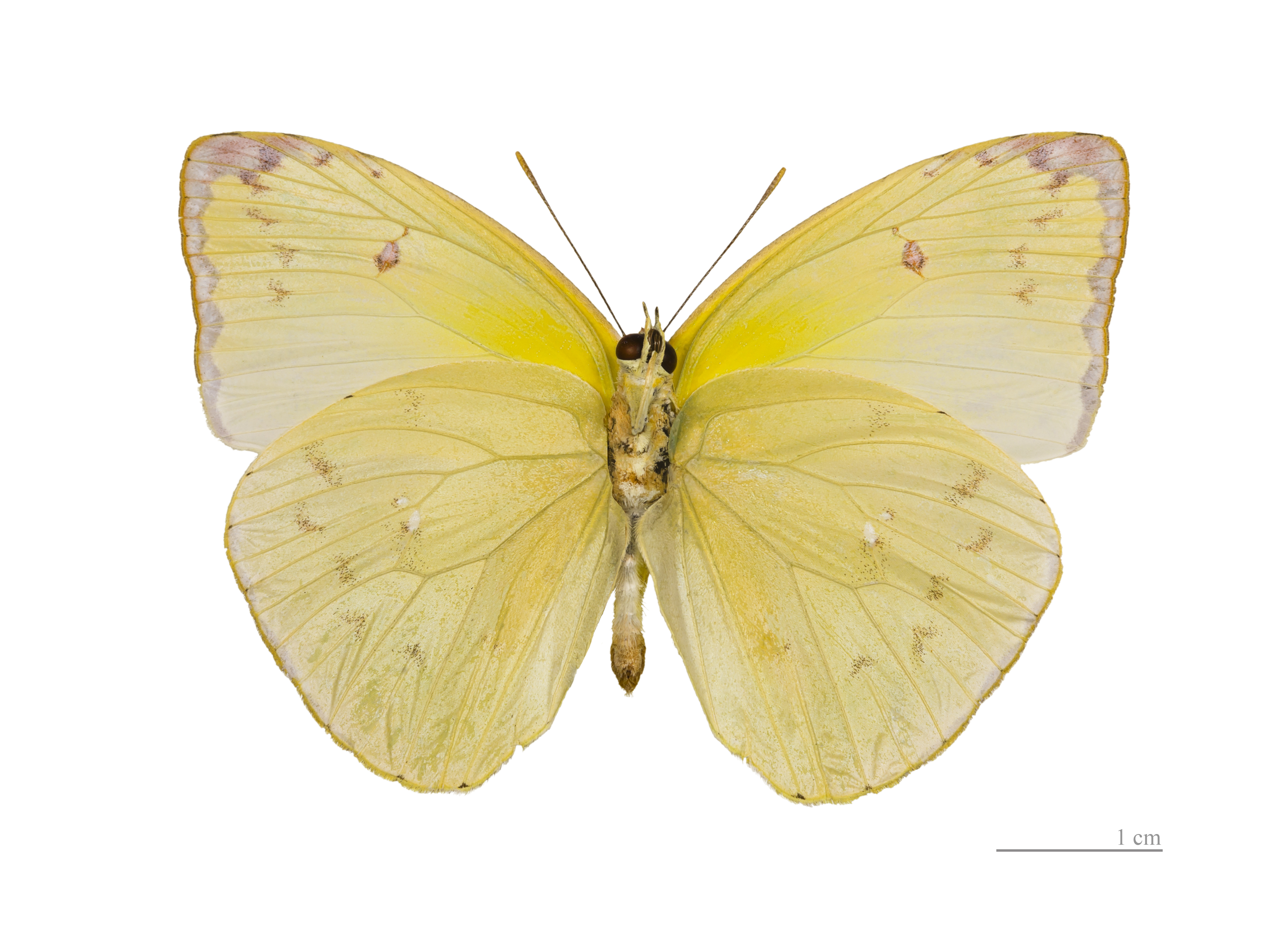
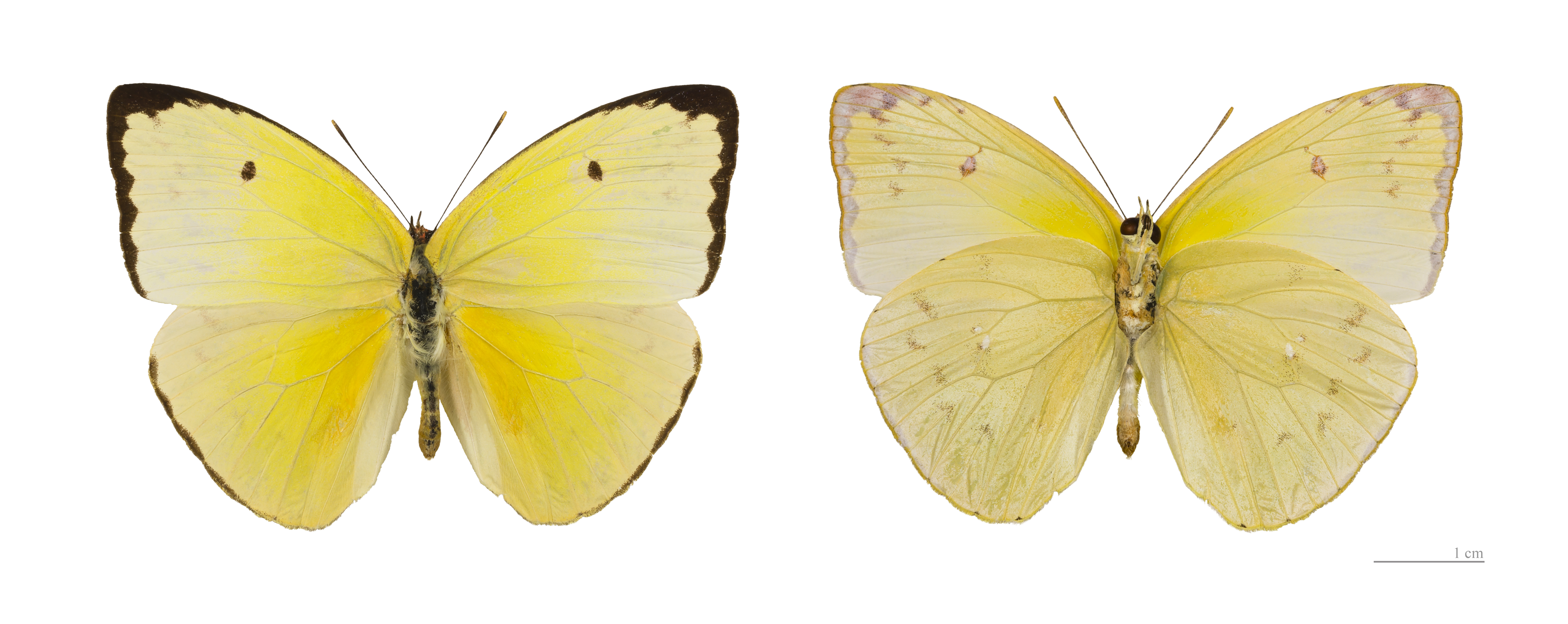
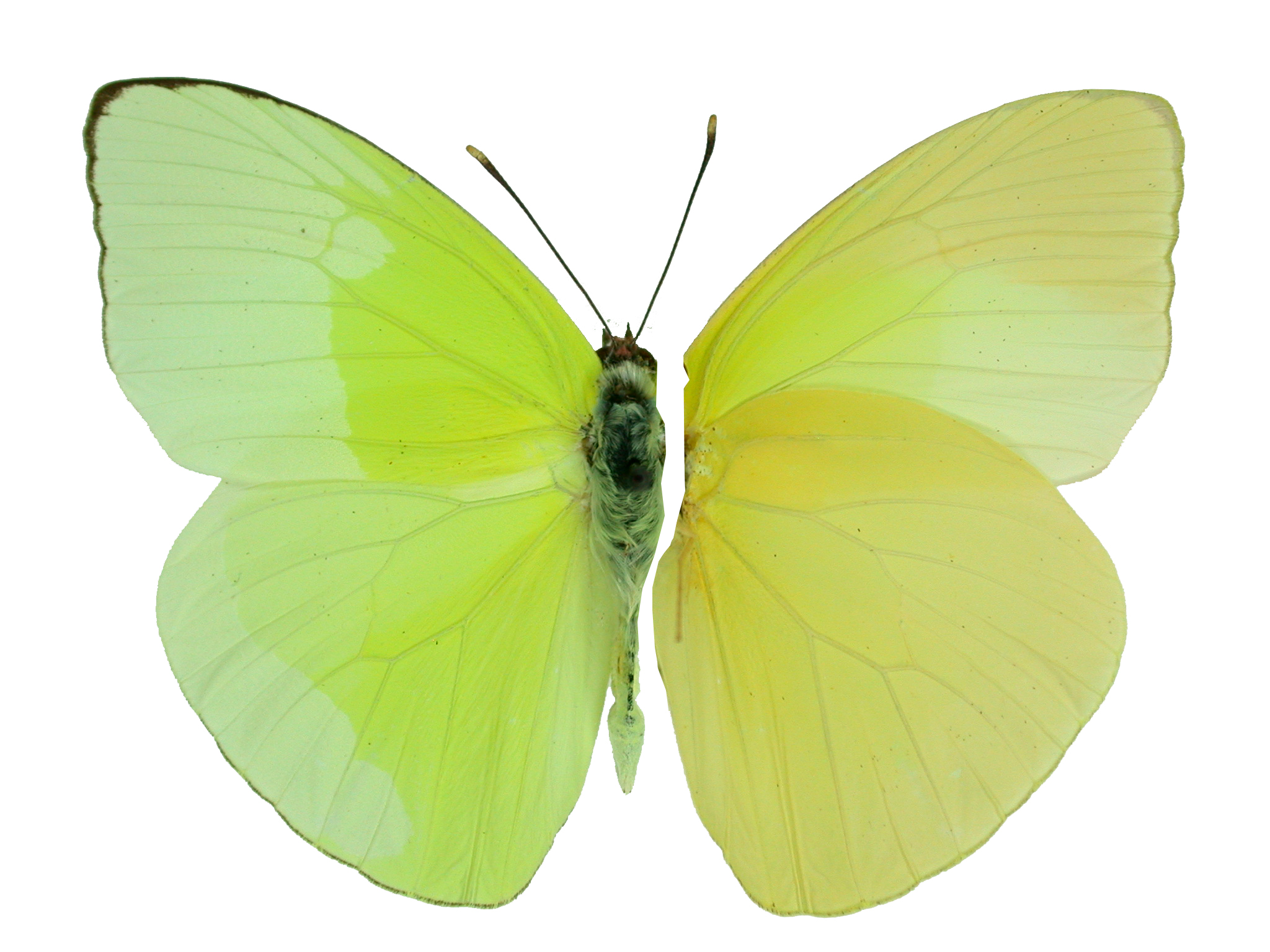
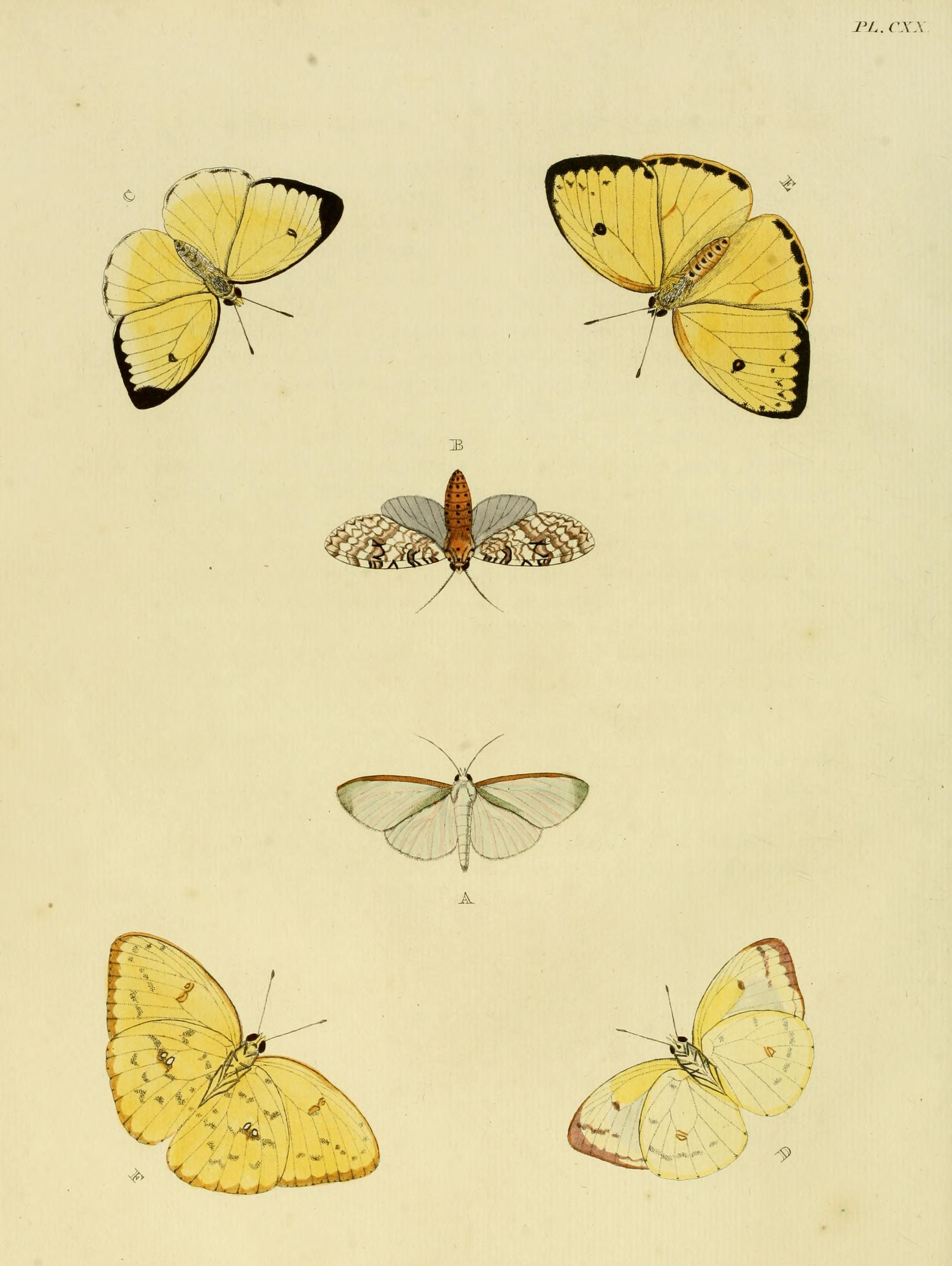
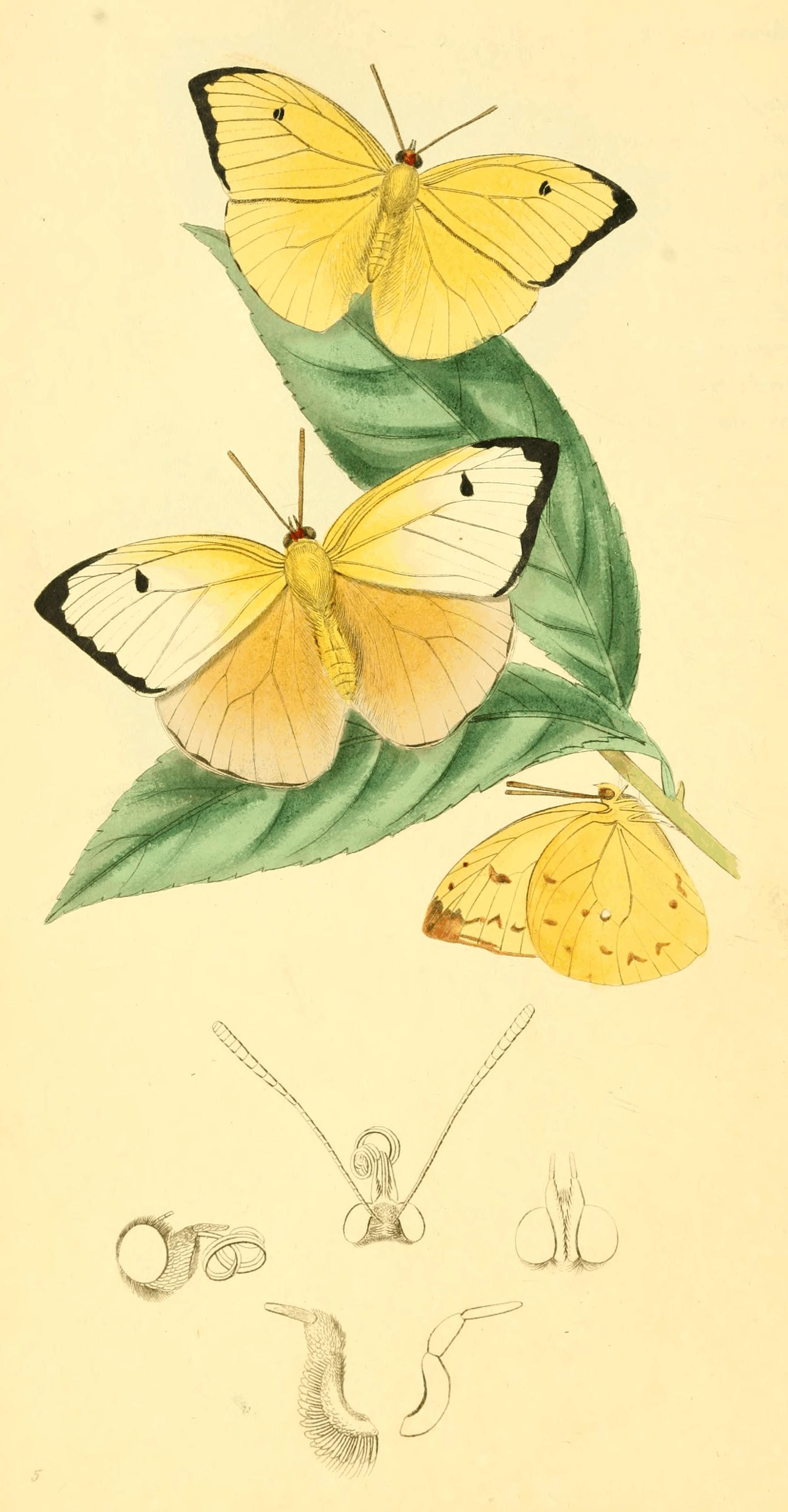